# Maurice Harriet
Pour les articles homonymes, voir Harriet.
Maurice Harriet, né à Halsou, le 14 septembre 1814 et mort dans le même village le 16 février 1904 est un prêtre français et lexicographe basque.

## Biographie
Maurice Harriet étudie d'abord à Larressore puis à l'école jésuite de Pasaia. En 1839, il devient prêtre de Saint-Sulpice à Paris. Pendant et après son sacerdoce, il enseigne à Juilly, près de Paris. 
En 1842, il se rend à Bayonne où il reprend, avec son frère Fabien, l'Institution Saint-Léon puis il enseigne au Grand Séminaire de Bayonne à partir de 1850. 
En 1851, il organise, à la demande d'Antoine d'Abbadie, un concours de poésie chantée à l'occasion des fêtes d'Urrugne.   
Il s'installe à Madrid en 1855 où il dirige l'église, l'école et l'hôpital de Saint-Louis-des-Français jusqu'en 1878. Il retourne ensuite à Halsou où il meurt en 1904. 

## Publications
À Madrid, il entame un important de travail autour de la langue basque avec l'intention d'écrire un dictionnaire français-basque général. Ce projet reste non publié.  
En 1855, avec Pierre Nérée Dassance, il publie le Nouveau Testament traduit par Joanes Haraneder.